# Achinger III
Achinger III (Aichinger III, Kieystucz) – polski herb szlachecki, odmiana herbu Achinger, z nobilitacji.

## Opis herbu
Opis zgodnie z klasycznymi regułami blazonowania:
W pas. Pole górne w słup, po prawej w polu czerwonym wieża srebrna, po lewej, w polu złotym na trójwzgórzu zielonym siedząca wiewiórka czerwona. W polu dolnym cztery skosy: srebrny, czerwony, złoty i czarny.
Klejnot: Między dwoma skrzydłami orlimi, prawym w pas białym i czerwonym, lewym w pas czarnym i złotym, rycerz zbrojny, trzymający w prawicy miecz w słup, w lewicy jabłko złote.
Labry z prawej czerwone, podbite srebrem, z lewej czarne, podbite złotem.

## Najwcześniejsze wzmianki
Odmiana nadana 2 kwietnia 1577 roku Augustynowi Achingerowi a Jachen wraz z braćmi stryjecznymi – Jerzym i Zbilutem (Sebaldem) przez cesarza Rudolfa II w Pradze. Zatwierdzony w Rzeczypospolitej na sejmie 12 czerwca 1593.

## Herbowni
Achinger, Ajchinger, Jagowd, Jagowdowicz.